# Szolga Ferenc
Szolga Ferenc (Vargyas, 1874. március 29. – Székelykeresztúr, 1956. május 21.) erdélyi magyar természettudományi szakíró.

## Életútja, munkássága
Középiskoláit a székelykeresztúri Unitárius Gimnáziumban végezte (1892), majd a Kolozsvári Magyar Királyi Ferenc József Tudományegyetemen szerzett tanári képesítést, s ugyanott doktorált is ásványtan–földtan szakcsoportból (1901). 1915–18 között az egyetem ásványtani tanszékének adjunktusa. 1920 után a székelykeresztúri Unitárius Gimnázium tanára, a helyi Kaszinó elnöke. Szakcikkei és publicisztikai írásai több erdélyi lapban jelentek meg.

## Kötetei
- Adatok a Persányi-hegység geológiai és etnográfiai ismeretéhez (Kolozsvár, 1901);
- A természetrajz pedagógiai jelentősége (h. é. n.);
- A hit és a természettudományok (h. é. n.).